# Багрій Петро Федорович
Петро́ Фе́дорович Багрі́й (нар. 19 червня 1960, с. Болязуби Збаразького району Тернопільської області) — український спортсмен-гирьовик, заслужений  тренер України 2013. Майстер спорту міжнародного класу (1999). Почесний громадянин м. Збаража (2004). Заслужений працівник фізичної культури й спорту (2016).

## Життєпис
Закінчив Вінницький педагогічний інститут (1987, нині — Вінницький державний педагогічний університет імені Михайла Коцюбинського).
1987—2013 — викладач фізичного виховання Збаразького ПТУ-25. Виступає за ФСТ «Колос».

## Спортивні досягнення
- бронзовий призер чемпіонату України (1994-1996);
- срібний призер чемпіонату України (1988, 2001);
- чемпіон України (1997);
- володар Кубка України (1997-1999);
- чемпіон світу (1997);
- бронзовий призер чемпіонату світу (1999);
- рекордсмен України (1999);
- семиразовий чемпіон світу серед ветеранів;
- чемпіон світу серед ветеранів віком від 40 до 60 років (2015, Цельє, Словенія);[2]
- чемпіон Європи (довгий цикл гирі 24 кг. 101 підйом — рекорд світу) серед ветеранів 55-59 рр. м. Порто 2016 р.:
- чемпіон світу серед ветеранів (двоборство) м. Турин.2016 р.;
- чемпіон Європи (довгий цикл гирі 24 кг 109 підйомів — рекорд світу) ветерани 55-59 рр., м. Печ, Угорщина. 2017 р.;
- чемпіон світу серед ветеранів 55-59 рр. м. Лутракі Греція 2017 р. Чемпіон світу серед ветеранів 50-59 рр., м. Ванцагелло, Італія. 2018 р.

2021 р. Чемпіонат світу. Італія. Ванцагелло. Чемпіон та рекордсмен світу у довгому циклі. Вікова група 60-64 рр. 132 підйоми, гирі 16 кг.
2022 р. Чемпіонат Європи. м. Жешув. Польща. Перше місце та рекорд світу, 137 підйомів, вікова група 60-64 рр., гирі 16 кг.